# 加藤磐斎
加藤 磐斎（かとう ばんさい、寛永2年（1625年） - 延宝2年8月11日（1674年9月10日）は、江戸時代前期の歌人、俳人、和学者。出生地は摂津国山田。通称は新太郎。踏雪・臨淵の軒号、冬木斎・等空・磐斎などの号を用いた。なお、「盤斎」は誤りである。
伊勢物語新抄、土佐日記見聞抄、清少納言枕草子抄、方丈記抄、徒然草抄、諷増抄、百人一首抄、新古今増抄、三部抄増註、俳諧歌（俳論書）などを著す。

## 注
1. ↑  小高敏郎『近世初期文壇の研究』明治書院（原著1964年11月）、367頁。ASIN B000JAEZHU。